# Olivier Donard
Pour les articles homonymes, voir Donard.
Olivier François Xavier Donard, né en 1954 est un chimiste français connu pour ses travaux en chimie bioinorganique.

## Biographie
Après un CAP de chauffeur routier spécialisé dans les convois exceptionnels Olivier Donard suit des études de chimie analytique et environnementale à l’université de Bordeaux I où il soutient sa thèse en 1987. Il occupe son premier poste de maître de conférences à l’université de Genève, puis effectue un post-doctorat de près de 3 ans aux États-Unis sur contrat de l’agence de protection de l'environnement des États-Unis et de la National Science Foundation. Il devient ensuite chargé de recherche CNRS à l’université Bordeaux I en 1985, où il enseigne pendant 12 ans.
À la demande du CNRS, il crée à Pau en 1995 le laboratoire de Chimie Bioinorganique et Environnement (EP 132) qui deviendra, en 2014, l’institut des sciences analytiques et de physico-chimie pour l’environnement et les matériaux (IPREM), unité mixte de recherche UPPA/CNRS 5254, qu’il dirige jusqu’en 2017. De 2012 à 2020, il est également le directeur du centre de Spectrométrie de masse pour les sciences de la réactivité et de spéciation (MARSS), qui obtient en 2017 le label « équipement d’excellence » financé par le programme investissements d'avenir et mis en œuvre par l’Agence Nationale de la Recherche. Ce centre est considéré comme le plus grand pôle de spectrométrie de masse (spéciation et isotopie) d’Europe.
Olivier Donard est l'auteur de plus de 300 publications scientifiques dans des revues à comité de lecture et a dirigé 45 thèses.
Il a créé deux entreprises en lien avec son domaine d’expertise, Ultra Traces Analyse Aquitaine (UT2A) en 1999 et Advanced Isotopic Analysis (AIA) en 2017.
Au cours de sa carrière, il a également enseigné en Angleterre à Leicester et en Suède à Göteborg.

## Distinctions
- Prix de chimie analytique de la Société Chimique de France en 1993[7].
- Membre de l'académie des Sciences en 2022[2].
- Chevalier de l’Ordre national du Mérite en 2023[8].
- Membre de l'académie de Béarn en 2025[9].